# 姉小路直子と銀色の死神
『姉小路直子と銀色の死神』（あねこうじなおことぎんいろのしにがみ）は、みなとカーニバルから2015年3月27日に発売されたアダルトゲーム。

## 解説
みなとカーニバルの第3作目で、ヒロインは主人公より年上の人物が多い。
メインヒロインは直子とキルスティの2名のみだが、サブヒロインにもHシーンが存在する。
シナリオは全12話のテレビアニメのような構成になっている。
みなとカーニバルの前作『辻堂さんの純愛ロード』、みなとそふとの『真剣で私に恋しなさい!』とは同じ世界観にあたる。

## あらすじ
舞台は2015年の神奈川県西湘地域の中心都市、小和田市（小田原市がモデル）。小和田学園に通う姉小路新九郎は、中性的な容姿ゆえに年上の女性に好かれやすかった。あることを機に男らしくふるまおうとするも、却ってかわいいと思われ、よりからかわれる始末。一方で、その新九郎の姉の姉小路直子は弟を甘やかそうとしないが、結局は心配のあまり気になってしまっている。そんなある日、「銀色の死神」の異名を持つフィンランドからの留学生キルスティ・ユリアンティラが小和田学園へ編入し、新九郎に一目惚れしてしまい、新九郎の日々はより騒がしくなっていく。

## 登場人物

### 主要人物
姉小路 新九郎（あねこうじ しんくろう）
本作の主人公。小和田学園の1年生。中性的な容姿を気に入られ、年上の女性にもてている。
ある出来事をきっかけに、立派な男になるため、一人称を「僕」から「俺」へと変更。鍛錬した結果、並みの不良以上の力を持つようになった。
しかしそんな姿すら可愛いと年上にからかわれてしまっている。
幼い頃に多大なストレスが原因で心の病を患い、直子のおかげで治ったが、後遺症として脳内に異常が起きるようになり、その際は凄まじい力を発揮できるが、その後爆睡してしまう。
姉小路 直子（あねこうじ なおこ）
声 - 久慈茜
本作のメインヒロインその1。新九郎の義姉で、小和田学園の2年生。人気3人組ローカルアイドルグループ「テスモポリス」のメンバーでもある。
「弟を甘やかさない」としているが、弟のことを心配するあまり世話を焼くため、周囲から言っていることとやっていることが違うとたびたび指摘されている。
キルスティ・ユリアンティラ
声 - 多々野はな
本作のメインヒロインその2。フィンランドから小和田学園に編入してきた留学生。ヘルシンキ出身。学園に来て直子と親しくなるも、その弟である新九郎に一目惚れする。
名家の令嬢にして有能な人物だったため、特例として母国では国防軍の大尉を務めており、周辺諸国から銀色の死神とあだ名されるほどの実績を持つ。
学長の依頼を受け、戦闘術を教えるための部活を設立するも、あまりの厳しさから入部希望者がいないことに頭を抱えている。

### サブキャラクター
富永 ひつじ（とみなが ひつじ）
声 - 苺山文太郎
直子の親友で、人気3人組アイドルグループ「テスモポリス」の一員。明るい性格で、笑いを起こすことが得意なため、男女問わず人気がある。
攻撃的な一面もあり、幼少時はガキ大将だったほか、現在でも弟である弐助をいびってこき使っている。
いつも持っているノートには自分の夢や復讐の対象のことが書かれている。
椿 礼（つばき ぺこ）
声 - 桃山いおん
直子の親友で、ひつじとは幼馴染にあたる。直子やひつじと同じ、アイドルグループ「テスモポリス」の一人。
いじめられていたところをひつじに助けられて以来、彼女をヒーローとして慕っている。
弟がおらず、弟が欲しいと思っていたところに新九郎と出会い、自分の理想に当てはまったため、二人きりになると彼をシンクローちゃんと呼び、甘やかすようになった。
タマラ・ユリアンティラ
声 - 海原エレナ
キルスティの実母である元軍人。北極圏の生まれで、故郷がサンタの村という発言からロヴァニエミ近辺出身と思われる。
軍人時代は戦果を挙げていたが、結婚後は穏やかな性格になる。だが早くして夫を亡くしており、以後一人でキルスティを育て上げた。
普段はおっとりしているが、時々軍人時代の血が騒ぐ事もある。
マイ・パンツ
声 - 神谷たたみ
キルスティの副官。タンペレ出身。自分の能力をひけらかす高慢な人物だったが、士官学校でキルスティに敗北を味わわされて以来は、彼女を崇め、付き従っている。
キルスティより一学年下であるため、新九郎のクラスに編入するも他の生徒を見下す傾向にあるため、クラスになじめずにいる。
常盤 成葉（ときわ なるは）
声 - 小鳥居夕花
小和田学園の生徒会長を務める女子生徒。一歩引いたところから物事を見守るタイプ。生徒会の助っ人として新九郎を借りているが、二人きりになると彼をからかう。
ミハル師匠
声 - 柚木かなめ
"自分探しの旅"をしている放浪者で、現在は小和田にあるかまぼこ工場の手伝いをしている。悩み苦しんでいた新九郎を導き、彼が立派な男になれるようメニューを組んでくれた恩人で、新九郎から師匠と呼ばれている。酒とハーモニカが好き。
フルネームは業天 ミハル（ぎょうてん ミハル）。
富永 弐助（とみなが にすけ）
声 - 土門熱
ひつじの弟で、新九郎の親友。姉にいびられているため、姉を困らせることが好きだが、いざ姉がけがすると心配する。新九郎とは逆に年上の女性を苦手としている。
ネット詐欺に遭うなど社会の養分にされていることから、養分というあだ名をつけられている。
不破 光（ふわ ひかる）
声 - 氷河流
新九郎の同級生で、新九郎とは対立の末に"マブダチ"となった。1年生になって早々学園中の不良を制圧した経歴を持つ。一般人への暴力はないが、授業をさぼることはある。
大道寺 富士（だいどうじ ふじ）
声 - 甘井林檎
新九郎のクラスの担任。お雪らとは同級生。学生らとは友達目線で接するが、いざという時はしっかりやるタイプ。
笠原 湖々（かさはら ここ）
声 - 五行なずな
新九郎の同級生で、数年来の顔見知り。気が強いながらも陽気な性格で、学園では人気がある。部活もバイトも遊びもこなしており、一見すると充実した日々を送っているように見えるが、本気でやりたいことが見つからなくて悩んでいる。テスモポリスのファン。
劔持 菜種（けんもち なたね）
声 - 遥そら
新九郎のクラスの委員長で、かわいらしさゆえに皆から好かれている。黒い帽子をかぶっていることが多い。
成葉によって生徒会の手伝いをさせられるも、彼女の強さにあこがれているため、積極的に手伝いをこなしている。
鬼塚さん（おにづか）
声 - AIRI
小和田学園の2年1組に在籍する、一匹狼タイプの不良。両親の不仲が原因で不良になった。料理人である母親の料理を手伝っていたため、自身も料理がうまく、他者の作ったおいしい料理を食べると調味料を分析する癖がある。
新九郎を気に入るも、不器用な性格故にうまく愛情表現ができず、直子に見つかってしまって以来、本人とは距離を置いている。テスモポリスの隠れファンだが、直子の前では明かせずにいる。
フルネームは鬼塚 一六八（おにづか いろは）。
常盤 お雪（ときわ おゆき）
声 - 北都南
成葉の実姉である学園の卒業生で、現在では学園の保健医を務めている。新九郎のことを気に入っており、いろいろと興味を持っている。
古怒田 しぶき（こぬた しぶき）
声 - 籐野らん
芸能プロダクション・カマボコプロの関係者で、お雪らとは小和田学園時代の同級生にあたる。テスモポリスのマネージャーを務めており、街中で礼や直子らをスカウトした。
幼少時から貧しい生活をしてきたため、金銭を第一に考えないと落ち着かない人物になり、副業をしようとしては失敗している。
カマボコマン
声 - ほうでん亭センマイ
小和田を拠点とするローカルヒーローで、同郷のテスモポリスとは親しい。ベルトのバックル部分にある板を変えることでフォームを切り替えることができる。
中の人の名は多目 虎三（ため とらぞう）で、富士、お雪、しぶきとは共に小和田学園の卒業生で、在校時代は全員クラスメイトであり、彼女達からは「トラ」と呼ばれている。

## 関連作品
『姉小路直子と銀色の死神』
あゆま紗由によるコミカライズ作品で、月刊ComicREX2015年5月号から2016年3月号まで連載された。

## スタッフ
- シナリオ：タカヒロ、王雀孫
- 原画：みこしまつり、白猫参謀

## 備考
本作のポスターが、2014年に開かれたコミックマーケット87で開かれた献血応援イベントで配布された5枚組ポスターの一つに含まれた。